# Comuna Săpata, Argeș
Săpata este o comună în județul Argeș, Muntenia, România, formată din satele Bănărești, Dealu Bradului, Drăghicești, Găinușa, Lipia, Mârțești (reședința), Popești și Turcești.

## Așezare
Comuna se află în sud-vestul județului, la limita cu județul Olt, pe malul râului Cotmeana. Este străbătută de șoseaua județeană DJ679, care o leagă spre nord de Poiana Lacului (unde se termină în DN67B), și spre sud de Lunca Corbului (unde se intersectează cu DN65), Stolnici, Hârsești, Bârla, mai departe în județul Olt de Tufeni, Ghimpețeni, Nicolae Titulescu, Văleni, Seaca, Mihăești și mai departe în județul Teleorman de Călmățuiu de Sus.

## Istorie
La sfârșitul secolului al XIX-lea, pe teritoriul actual al comunei funcționau, în plasa Pitești a județului Argeș, comunele Săpata de Jos și Săpata de Sus. Comuna Săpata de Jos era formată din satele Bănărești, Mărțești, Morărești și Tițiești, având în total 1133 de locuitori. În comună funcționau două biserici și o școală mixtă. Comuna Săpata de Sus avea 1081 de locuitori în satele Drăghicești, Găinușca, Lipicul și Popești; trei biserici și o școală mixtă. Anuarul Socec din 1924 consemnează cele două comune în plasa Cotmeana a aceluiași județ, comuna Săpata de Jos având 1210 locuitori în satele Bănărești, Mârțești și Săpata de Jos; iar comuna Săpata de Sus având 1948 de locuitori în satele Dealu Bradului, Drăghicești, Găinușa, Lipia, Popești și Turcești.
În 1931, cele două comune au fost pentru prima oară reunite într-o unică comună cu numele de Săpata. Ele au fost însă apoi divizate din nou. În 1950, au fost arondate raionului Pitești și apoi, temporar, raionului Vedea, ambele din regiunea Argeș. În 1968, comunele au revenit la județul Argeș, reînființat, și au fost definitiv comasate într-o singură comună.

## Monumente istorice
În comuna Săpata se află două monumente istorice de interes național. Unul este situl arheologic situl arheologic de la Săpata de Jos — ansamblu alcătuit din castru (epoca romană, secolele al II-lea–al III-lea e.n., canabae (epoca romană, secolele al II-lea–al III-lea e.n.), terme (epoca romană, secolele al II-lea–al III-lea e.n.), castru de pământ (epoca romană, secolul al II-lea e.n.) și sectorul Limesului Transalutan (secolele al II-lea–al III-lea e.n., Epoca romană). Altul este monumentul istoric de arhitectură reprezentat de biserica de lemn din Lipia (începutul secolului al XVIII-lea).
În rest, un singur obiectiv din comună este inclus în lista monumentelor istorice din județul Argeș ca monument de interes local: monumentul istoric de arhitectură biserica „Sf. Nicolae” din Găinușa, datând din 1802.

## Demografie
Componența etnică a comunei Săpata
     Români (89,89%)
     Alte etnii (0,13%)
     Necunoscută (9,98%)
Componența confesională a comunei Săpata
     Ortodocși (88,7%)
     Alte religii (1,12%)
     Necunoscută (10,18%)
Conform recensământului efectuat în 2021, populația comunei Săpata se ridică la 1.513 locuitori, în scădere față de recensământul anterior din 2011, când fuseseră înregistrați 1.782 de locuitori. Majoritatea locuitorilor sunt români (89,89%), iar pentru 9,98% nu se cunoaște apartenența etnică. Din punct de vedere confesional, majoritatea locuitorilor sunt ortodocși (88,7%), iar pentru 10,18% nu se cunoaște apartenența confesională.

## Politică și administrație
Comuna Săpata este administrată de un primar și un consiliu local compus din 11 consilieri. Primarul, Laurențiu Ionuț Micu[*], de la Partidul Social Democrat, este în funcție din 2016. Începând cu alegerile locale din 2024, consiliul local are următoarea componență pe partide politice:
|  | Partid                          | Consilieri | Componența Consiliului | Componența Consiliului | Componența Consiliului | Componența Consiliului | Componența Consiliului | Componența Consiliului | Componența Consiliului |
|  | ------------------------------- | ---------- | ---------------------- | ---------------------- | ---------------------- | ---------------------- | ---------------------- | ---------------------- | ---------------------- |
|  | Partidul Social Democrat        | 7          |                        |                        |                        |                        |                        |                        |                        |
|  | Partidul Național Liberal       | 2          |                        |                        |                        |                        |                        |                        |                        |
|  | Alianța pentru Unirea Românilor | 2          |                        |                        |                        |                        |                        |                        |                        |